# Réserve de biodiversité projetée de la Vallée de la rivière Godbout
Pour les articles homonymes, voir Godbout (homonymie).
La Réserve de biodiversité projetée de la Vallée de la rivière Godbout est une aire protégée, située dans le territoire non organisé de la Rivière-aux-Outardes, dans Manicouagan (municipalité régionale de comté), dans la région administrative de la Côte-Nord, au Québec, au Canada.

## Géographie
La rivière Godbout coule du nord au sud, dans le territoire non organisé de Rivière-aux-Outardes, puis dans les municipalités Franquelin et de Godbout, sur la Côte-Nord. En descendant, les eaux traversent les cantons de Fafard, de Monts, de Franquelin et reviennent à nouveau dans le canton de Monts près de l'embouchure de la rivière.
La rivière Godbout coule dans la MRC Manicouagan, presque à la limite de la MRC Sept-Rivières. Cette rivière est située à l'ouest du bassin hydrographique de la rivière Trinité. La rivière Godbout est à l'Est des bassins hydrographiques de:
- partie sud: de la rivière Franquelin (jusqu'au lac de la Surprise et lac Saint-Paul);
- partie nord: de la rivière Toulnustouc (un affluent de la rivière Manicouagan).

La juridiction de la Zec débute à l'embouchure de la rivière Godbout (au "Bout du Banc") et couvre le parcours de la rivière en remontant d'abord vers le nord-ouest (sur 5,9 km), puis vers le nord jusqu'au lac des Cyprès. La rivière Godbout traverse sur 30,7 km la Réserve de biodiversité projetée de la Vallée de la rivière Godbout.
La "réserve de biodiversité projetée" s'étend sur 148 km2. La limite sud de la réserve est située à environ 25 kilomètres au nord du village de Godbout. Le territoire de cette réserve est généralement constitué de buttes et de basses collines au roc affleurant, dont l’altitude varie de 135 à 535 mètres. Un segment de la vallée de la rivière Godbout riche en méandres est aussi protégé.
La végétation du territoire est principalement associée à la pessière à épinette noire sur mousses et à la pessière à sapin baumier sur mousses. Parmi les espèces de la faune aquatique, il y a la présence du garrot d'Islande, une espèce désignée vulnérable, et celle du saumon atlantique et de l’anguille d’Amérique.
La réserve occupe une partie du territoire traditionnel des membres de la communauté innue de Pessamit. Le territoire est surtout fréquenté par la clientèle de deux pourvoiries. On accède à la réserve par un chemin forestier qui mène à un bac à poulie permettant de traverser la rivière Godbout.
Cette aire protège un échantillon représentatif de l’ensemble physiographique des basses collines des rivières Manicouagan et aux Outardes. Elle contribue aussi à la protection de l’habitat du garrot d'Islande, de forêts productives et de vieilles forêts.
Afin de protéger le massif forestier du secteur du lac Dionne (situé au sud-ouest du territoire actuel) et d’assurer une meilleure protection des bassins versants et des paysages, des agrandissements sont proposés. En raison de la présence de titres miniers, seule une proposition d’agrandissement de 190 km2 est possible actuellement; ce qui portera la superficie totale de la réserve à 338 km2.

## Attraits et activités
Dans une réserve de biodiversité permanente, la Loi québécoise sur la conservation du patrimoine naturel interdit les activités suivantes :
• l’exploration et l’exploitation minières, gazières ou pétrolières ;
• l’aménagement forestier commercial ou industriel ;
• l’exploitation des forces hydrauliques et toute production commerciale ou industrielle d’énergie ;
• toute activité interdite en vertu du plan de conservation ou par voie réglementaire.
Les activités permises sur le territoire d'une réserve de biodiversité permanente sont : la villégiature déjà autorisée (chalet, abri sommaire, etc.), le séjour (ex.: camping) pendant moins de 90 jours, la libre circulation sur le territoire, la récolte de bois pour un feu de camp en plein air; l’entretien et la réparation d’infrastructures; la présence d’animaux domestiques, la chasse, la pêche et le piégeage, les activités récréatives, touristiques et écotouristiques; les activités de cueillette à des fins domestiques : petits fruits, champignons, etc.
Les activités assujetties à une autorisation sont: l’abattage et la récolte de bois pour répondre à des besoins domestiques, la construction de toute nouvelle infrastructure, les travaux d’aménagement du sol, l’aménagement de sentiers et toute activité assujettie à une autorisation spécifiée dans le plan de conservation.
Le plan de conservation autorisera les pourvoiries à poursuivre leurs activités sur le territoire de la réserve de biodiversité permanente.
Les principaux plans d'eau de la Réserve projetée sont : lac du Grand Héron, lac Long à Comeau, lac d'Achigan et lac Tardif. La limite nord-ouest du territoire s'arrête à environ 2 km du sommet du mont Cécile-Saint-Louis-Lavoie (coordonnées géographiques: 67° 57' 24"; 49° 42' 47"), situé au sud-ouest du lac d'Achigan.

## Toponymie
Les toponymes suivants sont tous liés par le même origine et désignent des lieux du même secteur géographique sur la Côte-Nord du golfe du Saint-Laurent: zec des Rivières-Godbout-et-Mistassini, Petite rivière Godbout, rivière Godbout, rivière Godbout-Est, le lac Godbout et la Réserve de biodiversité projetée de la Vallée de la rivière Godbout.
Le toponyme "rivière Godbout" a été officialisé le 5 décembre 1968 à la Banque des noms de lieux de la Commission de toponymie du Québec.